# St. Gallus (Oberuzwil)

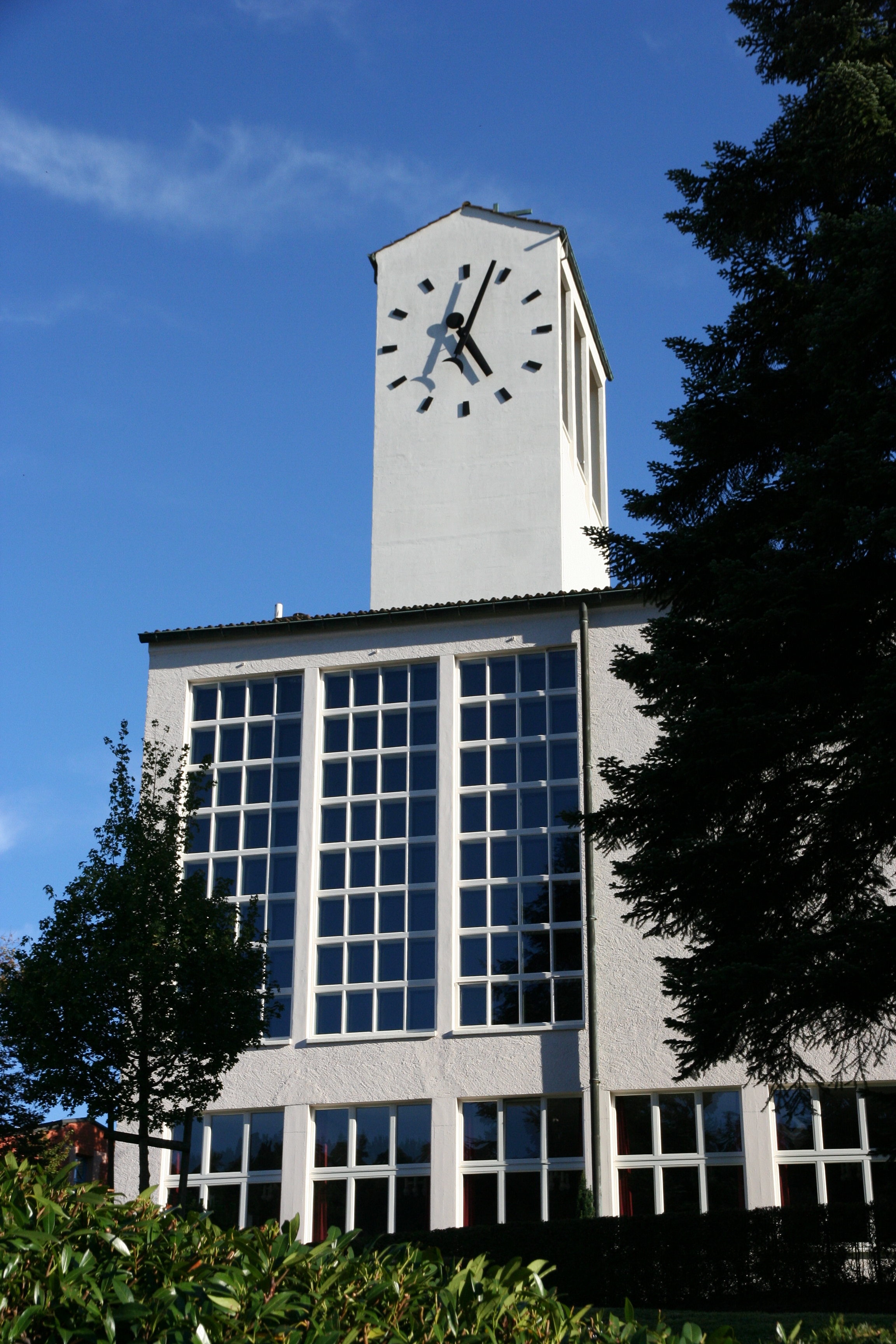
Kirche St. Gallus

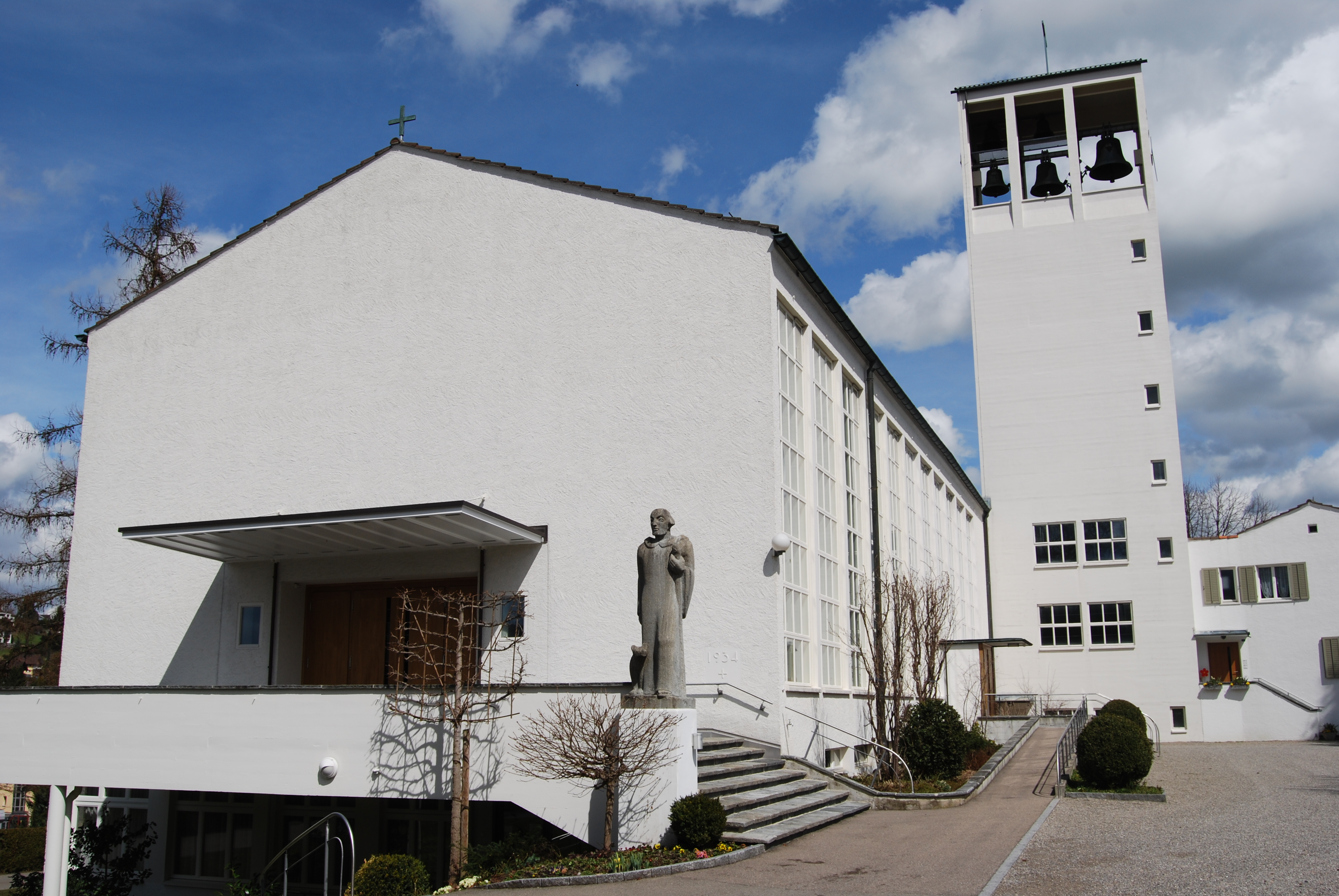
Ansicht von Südwest

Die Kirche St. Gallus ist die römisch-katholische Kirche von Oberuzwil im Kanton St. Gallen.

## Geschichte

### Vorgeschichte und Namensgebung
Bereits im Jahr 817 wurde ein Gotteshaus in Jonschwil urkundlich erwähnt, zu dem auch die Bewohner von Bichwil und Oberuzwil gehörten. 1355 wurde in Bichwil eine Kapelle errichtet, die dem Hl. Mauritius geweiht war. 1527 breitete sich im Toggenburg die Reformation aus; Pfarrer Achilles Thalmann aus Jonschwil stand dem neuen Glauben nahe, weshalb den Katholiken 14 Jahre lang die Gottesdienstfeier untersagt blieb. In diesen Jahren dürfte in Oberuzwil eine erste Kapelle beim Rössli auf dem Kapellplatz entstanden sein. Eine Urkunde belegt, dass in dieser Kapelle in dieser reformatorischen Zeit katholische Andachten abgehalten wurden.
Als in der Folge des Toggenburgerkrieges im Jahr 1712 das Dominikanerinnen-Kloster St. Katharina in Wil SG schwere finanzielle Verluste hinnehmen musste, wurde die Kapelle veräussert und abgebrochen. 1765 verliessen die Reformierten die paritätische Kirche von Jonschwil und errichteten in Oberuzwil die Reformierte Kirche samt Pfarrhaus. Im gleichen Jahr erreichten die Katholiken den Wiederaufbau der abgetragenen katholischen Kapelle in Oberuzwil, sodass die heutige Katharina-Kapelle auf dem Dorfplatz entstand. Im Jahr 1768 trennte sich die katholische Gemeinde Bichwil zusammen mit Oberuzwil von der Mutterpfarrei Jonschwil, wobei die mittelalterliche St. Mauritius-Kapelle zur Pfarrkirche erhoben wurde. Durch Abkurung wurde der Pfarrer von Bichwil verpflichtet, auch die Katharina-Kapelle in Oberuzwil samt Seelsorge der dort wohnhaften Katholiken offiziell zu übernehmen. 1808 errichteten die Katholiken in Bichwil eine neue Pfarrkirche. Im Jahr 1845 wurde in Oberuzwil eine Kapellgenossenschaft gegründet, um die vernachlässigte Kapelle von Oberuzwil wiederherzurichten. Zu diesem Zeitpunkt wurden die Eigentums- und Verfügungsrechte vom St. Katharinakloster Wil an die katholischen Bürger von Oberuzwil übertragen. Damals wohnten 169 Katholiken ständig im Ort, etwa 30 katholische Dienstboten lebten zeitweise in Oberuzwil.
Bis 1935 mussten die in Folge der Industrialisierung zahlreicher werdenden Katholiken von Oberuzwil für die Gottesdienste weiterhin nach Bichwil gehen, da die St. Katharinakapelle für die katholische Bevölkerung zu klein geworden war. 1907 wurde erreicht, dass der Bichwiler Baufonds per 1. Mai zur Hälfte an Oberuzwil ging. Am 22. März 1908 übernahmen die Oberuzwiler Katholiken die Katharinakapelle als Eigentum. Im gleichen Jahr wurde der Kirchenbauverein gegründet, um den Bau einer eigenen Pfarrkirche voranzutreiben, für den in den folgenden Jahren Geld geäufnet wurde.

### Entstehungs- und Baugeschichte
Bis ins Jahr 1934 war das Kapital des Kirchenbaufonds auf eine Summe angewachsen, welche die Realisierung eines Kirchbaus für die Oberuzwiler Katholiken in Aussicht stellte. Deshalb beschlossen am 15. April 1934 die Oberuzwiler Katholiken, dem Architekten Fritz Metzger aus Zürich den Auftrag für den Bau einer katholischen Pfarrkirche zu erteilen. Der erste Spatenstich erfolgte am 16. Juli, die Grundsteinlegung war am 2. September. Am 30. November war bereits das Kirchendach fertig gestellt, sodass am 6. Dezember das Kreuz aufgesetzt werden konnte. Am 12. Mai 1935 erfolgte die Loslösung von der Mutterpfarrei Bichwil und am 6. Juli wurden die 5 Glocken mit einem Gesamtgewicht von 7,8 Tonnen nach Oberuzwil geliefert. Die Glockenweihe fand am 8. Juli statt.
Der Regierungsrat des Kantons St. Gallen stimmte am 26. Juli der Gründung der Kirchgemeinde Oberuzwil zu. Die Kapellgenossenschaft wurde am 18. August zur Kirchgemeinde Oberuzwil. Am 8. September weihte Bischof von St. Gallen, Aloisius Scheiwiller, die neue Kirche ein.
Ab dem Jahr 1976 wurde die Umgestaltung des Chorraums durch Architekt Fridolin Schmid an die nachvatikanische Liturgie angegangen, sodass am 10. September die Einweihung des erneuerten Chorraumes stattfinden konnte. Die Altarweihe erfolgte durch Domdekan Paul Schneider. Im Jahr 1997 erfolgte eine Innenrenovation der Kirche unter der Leitung von Architekt Titus Ladner. Die Wiedereröffnung der Kirche wurde durch Bischofsvikar Markus Büchel am 23. November vollzogen.

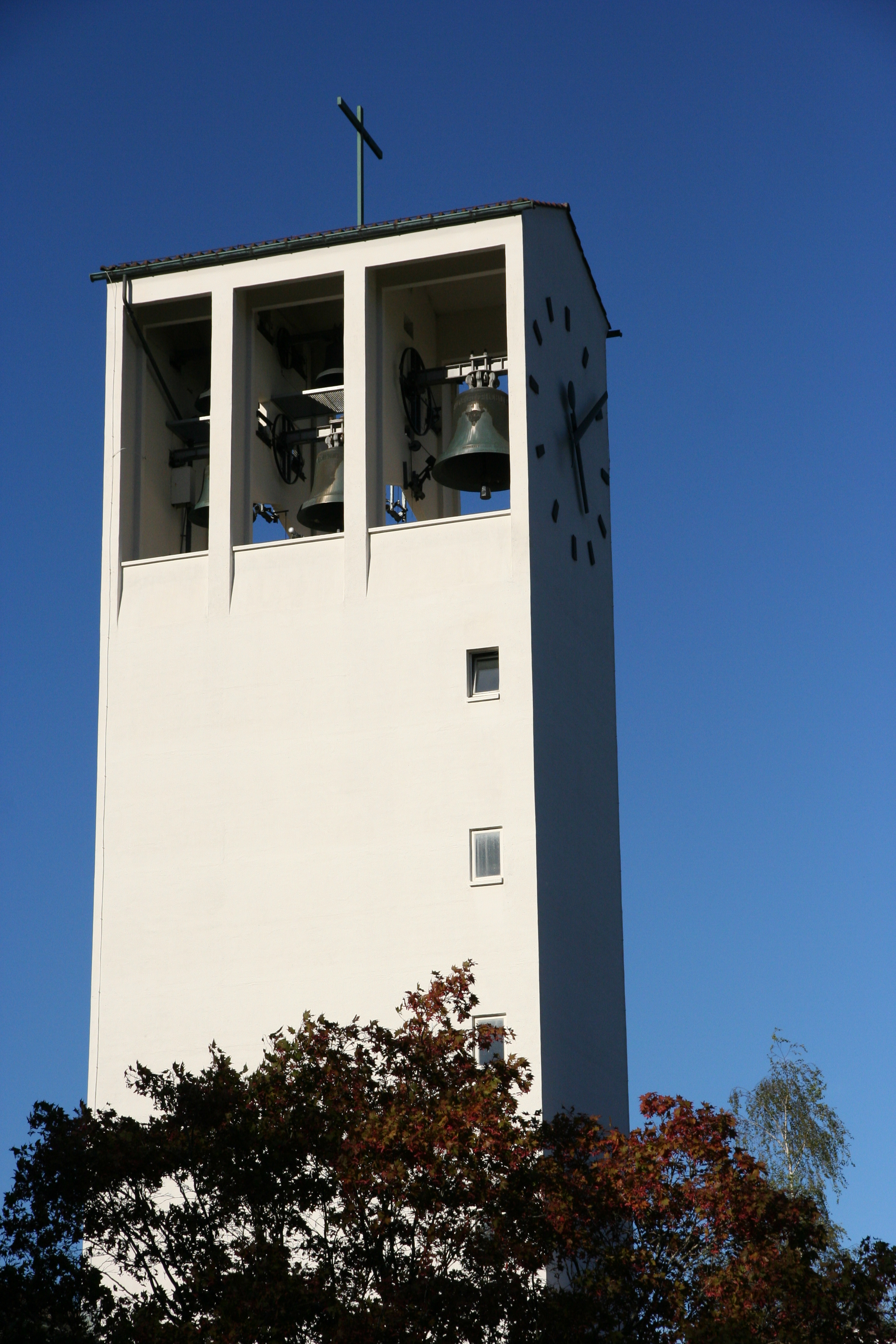
Glockenturm

## Baubeschreibung

### Besonderheit der St. Gallus-Kirche
Der Bau der Kirche St. Anton in Basel 1925–1927 als erster reiner Betonkirchbau durch Architekt Karl Coelestin Moser löste eine Reform in der modernen katholischen Kircharchitektur in den 1930er und 1940er Jahren aus. Junge Architekten wie Fritz Metzger, Hermann Baur u. a. bezogen beim Bau von Gotteshäusern im Typus der «Wegkirchen» die Sprache des Neuen Bauens mit ein. Fritz Metzger gilt in dieser Phase des katholischen Kirchenbaus als der innovativste Architekt. Für die Pfarrei Oberuzwil schuf Metzger mit der Galluskirche den strengsten «Einraum» dieser Zeit und setzte damit die gestalterische Linie, die er mit den drei Kirchen St. Karl Luzern, St. Theresia Zürich-Friesenberg und Maria Lourdes Zürich-Seebach begonnen hatte, fort.

### Äusseres und Glocken
Die Galluskirche liegt im Ortskern von Oberuzwil an der Neugasse. Aufgrund der Topografie des Geländes weist der Chor der Kirche in nordöstliche Richtung. Im Untergeschoss ist das Pfarreizentrum eingebaut, dessen Fensterfront auf Nordwest ausgerichtet ist. Die kompakte, einschiffige Kirche ist ein Eisenbetonbau und wird mit einem Satteldach abgeschlossen. Zusammen mit dem 35 Meter hohen, schlanken Kirchturm bildet der Kirchenraum eine gestalterische Einheit. In der Fortführung der nordöstlichen Chorwand ist der Kirche das Pfarrhaus angebaut, verbunden werden die beiden Gebäude durch die Sakristei. Eine breite Treppe führt vom Kirchplatz zum Portal hinauf.
Der Kirchturm besitzt einen Grundriss von 5 auf 7,5 Meter. In der Glockenstube ist ein fünfstimmiges Geläute der Giesserei H. Rüetschi, Aarau mit dem Gesamtgewicht von 7824 kg untergebracht. Die Glocken erklingen in einem erweiterten Moll-Dur-Motiv in der Tonfolge B – des – f – as – b.

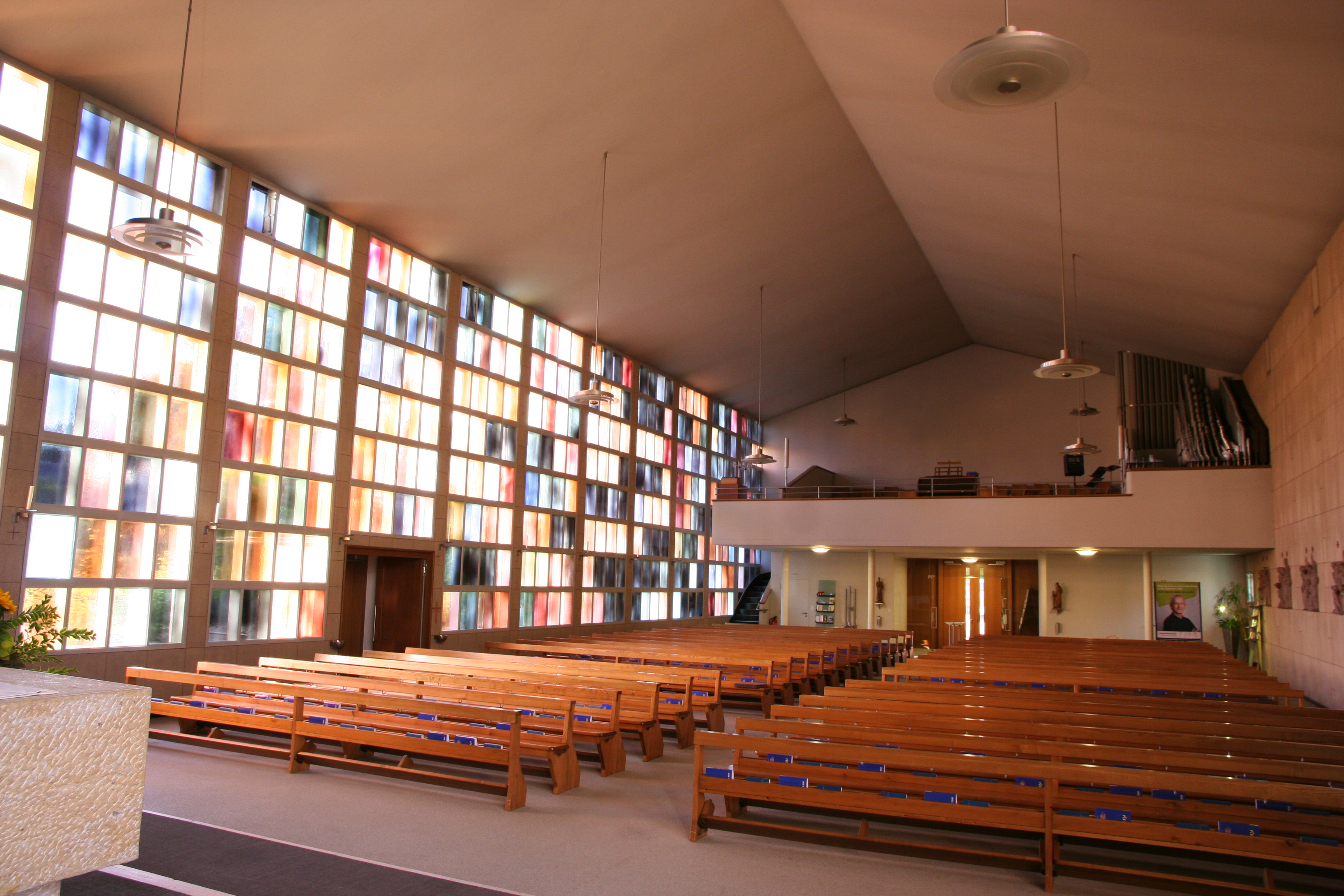
Blick zur Orgelempore

| Nummer | Gewicht | Ton | Widmung        | Symbol                 | Inschrift                                                                       |
| ------ | ------- | --- | -------------- | ---------------------- | ------------------------------------------------------------------------------- |
| 1      | 3621 kg | B   | Dreifaltigkeit | Dreifaltigkeit         | Der Heiligsten Dreifaltigkeit sei Lob und Dank in Ewigkeit.                     |
| 2      | 2064 kg | des | St. Gallus     | Kreuz über Hügeln      | Heiliger Gallus. Unser Kirchpatron empfiehl uns alle dem göttlichen Sohn.       |
| 3      | 1053 kg | f   | Muttergottes   | Mond, Sterne und Krone | O Maria, Königin der Barmherzigkeit, dir seien stets unsere Herzen geweiht.     |
| 4      | 645 kg  | as  | St. Josef      | Winkelmass und Zirkel  | St. Josef, steh uns bei in der letzten Not, bewahr uns alle vor dem ewigen Tod. |
| 5      | 441 kg  | b   | Schutzengel    | Engelskopf             | Heiliger Schutzengel, sei du unser Geleit durch dieses Leben zur Ewigkeit.      |

### Innenraum und künstlerische Ausstattung
Der Kirchenraum hat die Masse von 33,90 mal 14,10 Meter mit einer maximalen Deckenhöhe von 9,60 Metern. Er bietet 460 Sitzplätze und zusätzlich 70 Plätze auf der Orgelempore. Als «Wegkirche» gestaltet, führt der Raum den Besucher vom südwestlich gelegenen Portal durch den Raum auf den Altar. Hinter diesem befindet sich das 140 Quadratmeter grosse Gemälde auf der Chorwand, das an Ostern 1936 enthüllt wurde.
Das Fresko von Carl Roesch – neben der Glaswand und dem für das Antependium gefertigten Mosaik eins von drei Werken des Künstlers – zeigt unter dem Giebel Jesus Christus, der als Auferstandener in einer Mandorla thront, über ihm die Geisttaube und das Auge Gottes. Vier Engel umgeben den thronenden Christus, um den folgende Heiligenfiguren gruppiert sind: links neben Christus sind Jakobus der Ältere, Cäcilia und Barbara dargestellt, rechts von Christus Maria Magdalena, Agatha und Anna. Neben dem Chorfenster auf der linken Seite des Gemäldes unter der Decke finde sich Simon Petrus, Johannes und Paulus, auf der rechten Seite unter der Decke Stanislaus Kostka, Niklaus von Flüe und Franz von Assisi. In der mittleren Ebene links aussen finden sich Ambrosius von Mailand, Augustinus und Johannes der Täufer. In der mittleren Ebene rechts aussen Franz von Sales, Aloisius von Gonzaga und Otmar. Links von den Füssen des thronenden Christus finden sich Lukas, Blasius, Tarcisius und Bruno, entsprechend rechts Notburga, Elisabeth von Thüringen, Wiborada und Genoveva. Mittig hinter dem Volksaltar sind gross Gallus, Katharina von Alexandrien sowie Ida von Toggenburg dargestellt. Auf der linken Seite finden sich Maria, rechts Josef. Christus, Maria und Josef bilden als besondere Figuren ein Dreieck und verweisen damit auf die Trinität, die in der Mandorla unter dem Giebel dargestellt ist. Alle Figuren der Chorwand sind nicht bewegt dargestellt, sondern in sich gekehrt, auf Gott ausgerichtet, den sie in ihrer Mitte verehren.
Franz Spiegelhalter aus Freiburg im Breisgau gestaltete die Kreuzwegstationen, die aus rotem Kunststein gegossen sind, welche die Tuffsteinplatten unterbrechen, mit denen der Innenraum verkleidet ist. Die Innerlichkeit der Figuren auf den Kreuzwegstationen nehmen die Gestaltung des Kirchenraumes auf, der durch die bunten Glasfenster in gelbliches Licht getaucht ist und einen schlichten Gestus besitzt, der den Besucher zum Gebet einlädt. Der Tabernakel wurde von Kunstbildhauer Büsser, St. Gallen gestaltet. Die vordere Seite zeigt Jesus, wie er Brote und Fische austeilt, ihm gegenüber sind zwei Jünger dargestellt. Die linke Seite des Tabernakels zeigt Abel, dessen Opfer zum Himmel aufsteigt, die rechte Seite das Isaakopfer. Beide Flanken verweisen mit den alttestamentlichen Opferdarstellungen zusammen mit der Darstellung auf der Frontpartie aus dem Neuen Testament auf die Eucharistie, deren Feier den Mittelpunkt des katholischen Gottesdienstes darstellen und dessen geweihte Hostien im Tabernakel aufbewahrt werden.
Im Innern ist zu erkennen, was die Gestaltung der Kirche St. Gallus unter den anderen Kirchbauten der 1930er Jahre hervorhebt: Weder eine Unterteilung in mehrere Kirchenschiffe noch eine Abtrennung des Chorraumes vom übrigen Kirchenraum erweckt in räumlicher Hinsicht eine Hierarchie der versammelten Gottesdienstgemeinde. Einzig durch den Seitenwechsel der Glasfenster wird im Chor dem Unterschied von Priester und Laien Ausdruck verliehen. Die durchgehenden Betonplatten der Kirchendecke unterstreichen dagegen wiederum die Einheit von Laien und Priester, was verdeutlicht, wie Fritz Metzger nicht nur die Ideen der Liturgischen Bewegung aufnahm, sondern bereits in den 1930er Jahren die Liturgiereform des Zweiten Vatikanischen Konzils vorwegnahm.

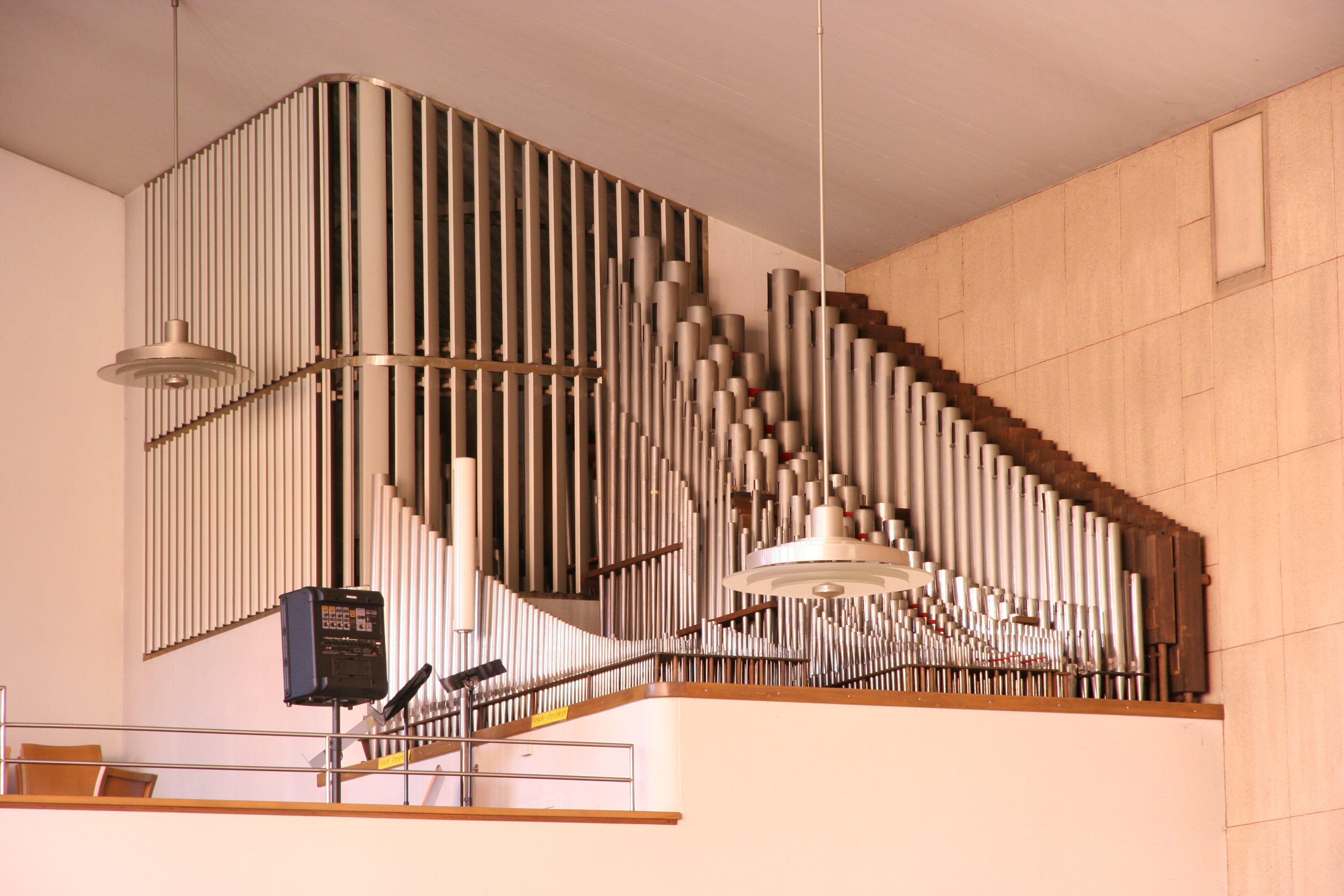
Kuhn-Orgel von 1935

### Orgel
Im Jahr 1935 errichtete Orgelbau Kuhn, Männedorf, die Orgel der Kirche St. Gallus. Das Instrument besass ursprünglich 21 Register auf zwei Manualen samt Pedal. Im Jahr 1980 erfolgte durch Kuhn eine Revision samt Erweiterung des Instruments auf heute 25 Register. 2022 Renovierung des Werkes durch die Erbauerfirma Kuhn.
| I Hauptwerk C–g3 |       |
| Prinzipal        | 8′    |
| Gemshorn         | 8′    |
| Hohlflöte        | 8′    |
| Oktave           | 4′    |
| Rohrflöte        | 4′    |
| Oktave           | 2′    |
| Mixtur IV        | 1 ⁄3′ |
| Krummhorn        | 8′    |

| II Schwellwerk C–g3  |        |
| Lieblich Gedackt     | 16′    |
| Prinzipal            | 8′     |
| Nachthorngedackt     | 8′     |
| Salizet              | 8′     |
| Prinzipal            | 4′     |
| Blockflöte           | 4′     |
| Nasat                | 2 ⁄3′  |
| Waldflöte            | 2′     |
| Terz                 | 1 3⁄5′ |
| Mixtur IV            | 2′     |
| Cymbel III           | 1′     |
| Trompette harmonique | 8′     |

| Pedal C–f1    |       |
| Subbass       | 16′   |
| Echobass      | 16′   |
| Praestant     | 8′    |
| Gedacktbass   | 8′    |
| Flötbass      | 4′    |
| Rauschbass II | 2 ⁄3′ |
| Posaune       | 16′   |
| Trompete      | 8′    |

- Normalkoppeln: II/I, I/P, II/P
- Suboktavkoppel: II/I
- Spielhilfen: Registercrescendo, Absteller